# Craterul Flaxman
Flaxman este un crater de impact meteoritic în Australia de Sud, Australia.

## Date generale
Are 10 km în diametru și are vârsta estimată la peste 35 milioane ani (Eocen). Craterul este expus la suprafață.